# Wostok 1
Wostok 1 (russisch Восток-1 für Osten-1) war der erste bemannte Weltraumflug und zugleich der erste bemannte Orbitalflug. Mit dem sowjetischen Kosmonauten Juri Gagarin gelangte am 12. April 1961 erstmals ein Mensch über die international anerkannte Grenzhöhe von 100 Kilometern. Gagarin startete an Bord eines Wostok-Raumschiffs vom Weltraumbahnhof Tjuratam (dem heutigen Kosmodrom Baikonur) aus und landete nach einer vollständigen Erdumkreisung in der Nähe der südwestrussischen Stadt Engels. Der Flug zählt zu den größten Erfolgen des sowjetischen Raumfahrtprogramms und gilt als Meilenstein des Wettlaufs ins All zwischen der UdSSR und den Vereinigten Staaten. Der erste bemannte Orbitalflug der USA, Mercury-Atlas 6, erfolgte zehn Monate später, im Februar 1962.
Die offizielle sowjetische Bezeichnung für die Mission lautete Wostok (ohne den Zusatz der Zahl 1); um Verwechslungen zu vermeiden, wird der Flug international jedoch meistens als Wostok 1 bezeichnet.

## Planung
Die ersten ernstzunehmenden Planungen für einen bemannten Raumflug begannen in der Sowjetunion im Dezember 1957, als am Entwicklungsinstitut OKB-1 eine Abteilung für Studien zur bemannten Raumfahrt geschaffen wurde. In der Folge entwickelte die Arbeitsgruppe eine sphärische Kapsel, die mit der Interkontinentalrakete R-7 gestartet werden sollte. Das Projekt wurde durch die Rivalität mit den Vereinigten Staaten beschleunigt, die im Rahmen des Mercury-Programms ebenfalls ein bemanntes Raumfahrzeug entwickelten.
Ein Erlass vom 4. Juni 1960 sah den Abschluss des Testprogramms für das aus drei separaten Modulen bestehende Wostok-Raumschiff für Ende 1960 vor. Im September desselben Jahres schlugen einige der führenden Chefkonstrukteure auf dem Gebiet der bemannten Raumfahrt in einem geheimen Memorandum für das ZK der KPdSU vor, ein Raumfahrzeug für einen bemannten Start im Dezember 1960 vorzubereiten. Der Antrag wurde am 11. Oktober mit der Begründung genehmigt, die Mission habe eine „besondere Bedeutung“.
Der Flug verzögerte sich letztendlich aus bisher nicht offiziell bekanntgegebenen Gründen bis April 1961. Der Start der ersten sowjetischen Venus-Sonde Venera 1 hatte Priorität. Des Weiteren verspätete sich der Flug durch die Explosion einer R-16-Rakete auf der Startrampe, bei der mehr als 100 Personen getötet wurden („Nedelin-Katastrophe“). Auch technische Probleme kommen in Frage.

### Testflüge
Neben zahlreichen Bodentests wurde in der Entwicklungsphase der Wostok-Kapsel eine Reihe unbemannter Testflüge durchgeführt, die unter der Bezeichnung Korabl-Sputnik (KS) zusammengefasst werden:
- Der erste Prototyp eines Wostok-Raumschiffs wurde am 15. Mai 1960 mit einer modifizierten R-7-Interkontinentalrakete gestartet. Ein Versuch, den Wiedereintritt des Raumfahrzeugs einzuleiten, misslang.
- Nach einem Fehlstart erfolgte im August 1960 der zweite Probeflug. An Bord des verbesserten Raumschiffs befanden sich erstmals zwei Hunde, um ihre Reaktionen auf die Schwerelosigkeit zu untersuchen. Die Tiere wurden nach der 24-stündigen Mission geborgen.
- Korabl-Sputnik 3 startete im Dezember 1960 und war weitestgehend eine Wiederholung des vorhergegangenen Fluges. Die beiden Hunde starben während des Wiedereintritts, da die Kapsel die korrekte Flugbahn verließ und durch den Selbstzerstörungsmechanismus vernichtet wurde.
- Eine weitere Mission endete nach dem Start am 22. Dezember 1960 wegen einer Störung in der Oberstufe der Trägerrakete mit einer Notlandung in Sibirien. Die Tiere an Bord konnten zwei Tage später gerettet werden.
- Die bemannte Version des Wostok-Raumschiffs wurde erstmals am 9. März 1961 eingesetzt. Im Raumfahrzeug befand sich neben den beiden Hunden eine Testpuppe mit einem Druckanzug.
- Der letzte Testflug erfolgte am 25. März 1961 und diente als Generalprobe für die bemannte Mission.

## Auswahl des Kosmonauten
Die Erste Kosmonautengruppe der Sowjetunion wurde im Jahr 1960 gebildet und bestand aus 20 Luftwaffenpiloten, die zuvor intensiven medizinischen Untersuchungen unterzogen worden waren. Bei der Rekrutierung stand die physische Tauglichkeit im Vordergrund, während die Flugerfahrung wegen der hohen Automatisierung der sowjetischen Raumschiffe eine eher untergeordnete Rolle spielte. Das offizielle Training der Anwärter begann unter der Aufsicht von Nikolai Kamanin am 14. März 1960 in Moskau, da das neu gegründete Ausbildungszentrum außerhalb der Hauptstadt noch nicht fertiggestellt worden war. Der Schwerpunkt der Ausbildung lag zunächst auf medizinischen Versuchen und akademischen Vorträgen; später kamen Fallschirmsprünge und Parabelflüge an Bord der Tu-104 hinzu.
Nachdem der Simulator des Wostok-Raumschiffs betriebsbereit war, wurden am 30. Mai sechs Angehörige der Hauptgruppe ausgewählt, um in einer neu geformten Untergruppe ein beschleunigtes Trainingsprogramm für den ersten Flug zu absolvieren. Die Mitglieder der inoffiziell als „Vorhut-Sechs“ bekannten Gruppe waren Juri Gagarin, Anatoli Kartaschow, Andrijan Nikolajew, Pawel Popowitsch, German Titow und Walentin Warlamow. Kartaschow und Warlamow wurden später wegen medizinischen Problemen aus dem Trainingsprogramm herausgenommen und durch Grigori Neljubow beziehungsweise Waleri Bykowski ersetzt. Am 18. Juni 1960 besuchten die Absolventen der Untergruppe zum ersten Mal die Entwicklungsabteilung OKB-1, wo die Wostok-Raumfahrzeuge hergestellt wurden.
Mitte Januar 1961 nahmen die Kandidaten an mündlichen und schriftlichen Prüfungen teil, die ihre Bereitschaft für einen Flug bewerteten. Eine Sonderkommission ermittelte anschließend anhand der Ergebnisse mit Gagarin, Titow und Neljubow die drei aussichtsreichsten Anwärter für die erste bemannte Mission. Gagarin galt als Favorit; so schrieb ein Ausschuss aus Luftwaffenärzten im August 1960 über seinen Charakter:

„[B]escheiden; (…) hoher Grad an intellektueller Entwicklung in Juri offenkundig; fantastisches Gedächtnis; (…) eine gut entwickelte Vorstellungskraft; schnelle Reaktionen; ausdauernd; bereitet sich akribisch auf seine Aktivitäten und Trainingsaufgaben vor; (…) wirkt, als ob er das Leben besser versteht als viele seiner Freunde.“

Am 17. März 1961 reisten die Mitglieder der Untergruppe zum Kosmodrom Tjuratam (Baikonur), um parallel mit den Vorbereitungen für die letzte unbemannte Korabl-Sputnik-Mission (siehe oben) bei einer gemeinsamen Trainingseinheit in der MIK-Montagehalle unter anderem das Anlegen der SK-1-Raumanzüge und den Einstieg in die Wostok-Kapsel zu proben. Der Besuch der Kandidaten wurde vom Tod des Kosmonautenanwärters Walentin Bondarenko überschattet, der am 23. März 1961 bei einem Brand in einer Druckkammer in Moskau ums Leben gekommen war.
Die endgültige Entscheidung für den Einsatz Gagarins als Insassen des Wostok-1-Raumschiffs traf ein staatliches Komitee unter dem Vorsitz von Konstantin Rudnew am 8. April bei einem Treffen in Tjuratam. Die Kommission billigte den Vorschlag Nikolai Kamanins, Gagarin auszuwählen, einstimmig. Im Fall von gesundheitlichen Problemen vor dem Start wäre Gagarin von Titow ersetzt worden, dessen Ersatzmann wiederum Neljubow war. Die restlichen Mitglieder der Kosmonautengruppe übernahmen unterstützende Aufgaben, wie die Tätigkeit als Verbindungssprecher zwischen den Bodenstationen und Gagarin an Bord von Wostok 1.

### Besatzung
- Juri Alexejewitsch Gagarin (1. Flug)

### Ersatzmannschaft
- German Stepanowitsch Titow

### Unterstützungsmannschaft
- Grigori Grigorjewitsch Neljubow

## Vorbereitungen

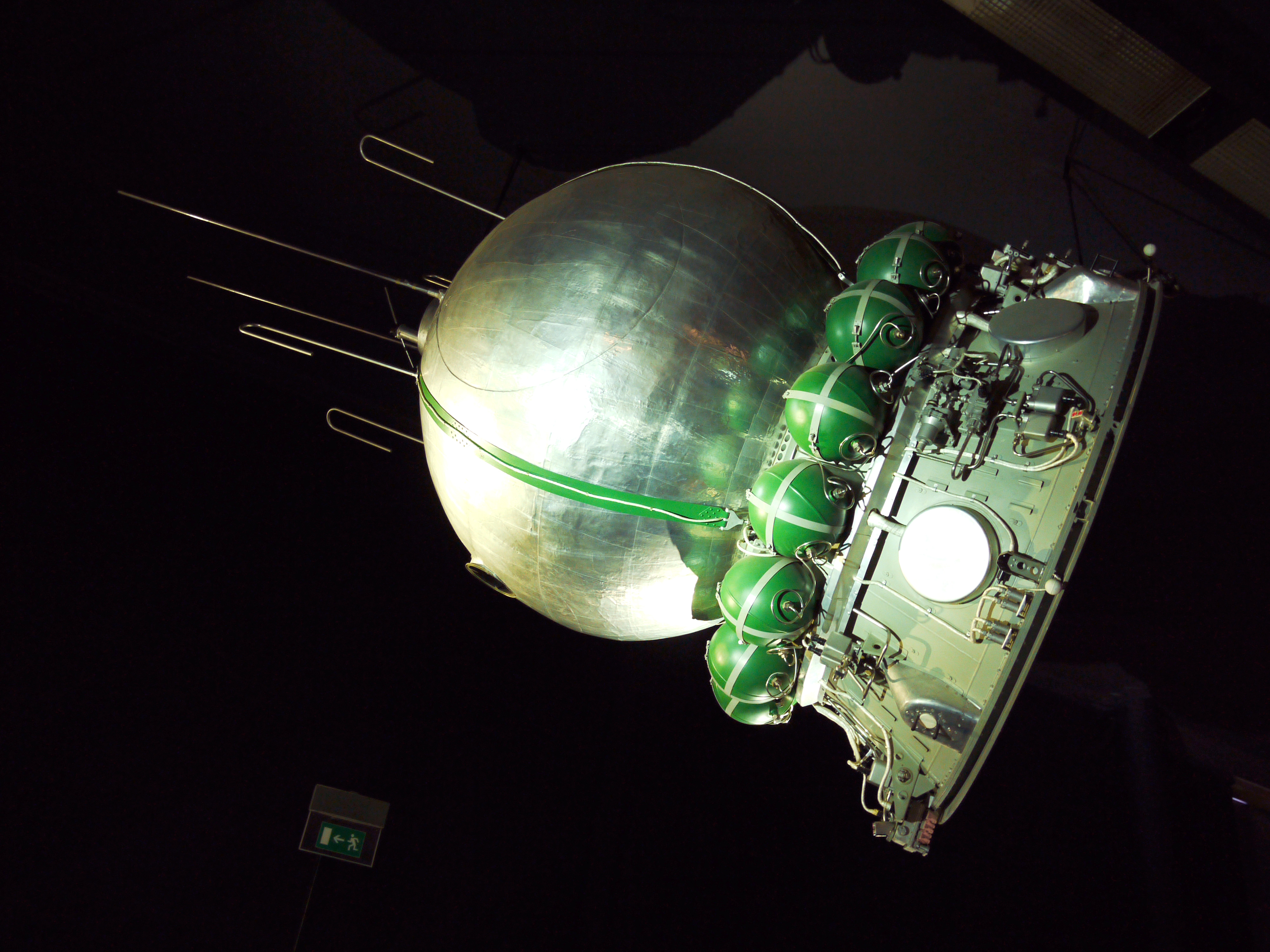
Modell des Wostok-1-Raumfahrzeugs im Pariser Musée de l’air et de l’espace. In der Bildmitte befindet sich die kugelförmige Landekapsel, die den Kosmonauten beherbergte. Dahinter schließt sich das 2.050 kg schwere Versorgungsmodul mit den grünen Sauerstoffbehältern an.

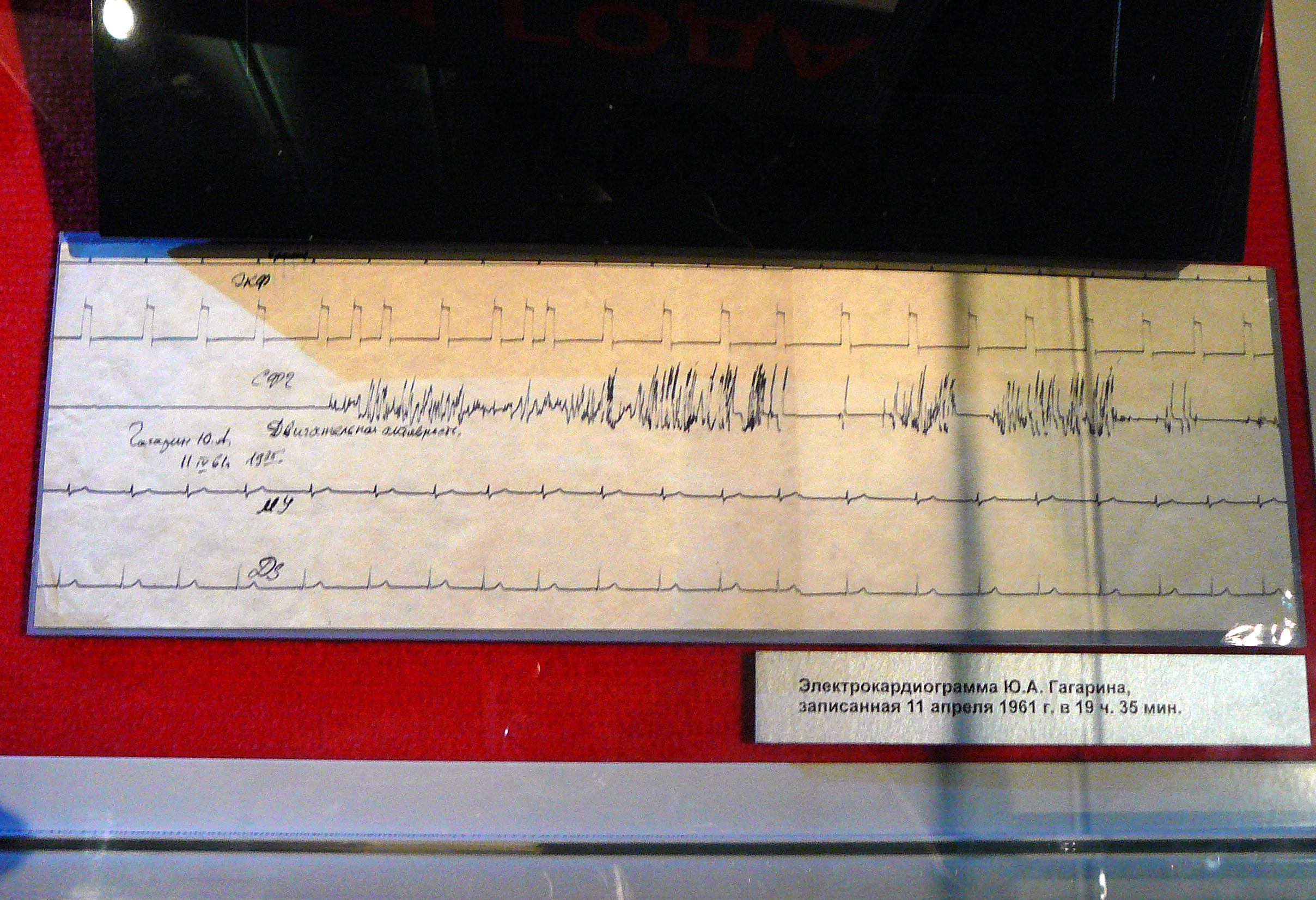
Gagarins Elektrokardiogramm, aufgenommen am 11. April 1961, um 19.35 Uhr, ausgestellt im Kosmonautenmuseum in Moskau.

Nach dem erfolgreichen Abschluss des Testflugs Korabl-Sputnik-5 (siehe oben) sandte die staatliche Kommission, der die Beaufsichtigung des Wostok-Programms oblag, ein formales Dokument an die Kommunistische Partei, in welchem sie die Genehmigung für einen bemannten Start beantragte. Das streng geheime Memorandum, das die Kommission am 29. März unter der Leitung von Rudnew bei einer Sitzung in Moskau ausgearbeitet hatte, sprach von einer Erdumkreisung und einer anschließenden Landung in einem Korridor zwischen den Städten Rostow, Kuibyschew und Perm. Weiterhin wurde festgelegt, entgegen der sonst üblichen Geheimhaltung der sowjetischen Raumfahrtaktivitäten, die erste TASS-Meldung über den Start direkt nach dem Eintreten in die Erdumlaufbahn zu veröffentlichen. Sollte das Raumschiff wegen einer zu geringen Geschwindigkeit der Trägerrakete im Pazifik notlanden, würde dies ebenfalls durch die TASS bekanntgegeben, um die Bergung des Kosmonauten zu „erleichtern“. Das Raumfahrzeug sollte in der öffentlichen Presse die vorher geheime Bezeichnung Wostok bekommen. Das Zentralkomitee der Kommunistischen Partei der Sowjetunion, an welche das Gesuch der staatlichen Kommission gerichtet war, erteilte am 3. April 1961 die Genehmigung für einen Start zwischen dem 10. und dem 20. April.
Am 2. März 1961 erstellte Konstantin Feoktistow, ein Gruppenleiter im Entwicklungsinstitut OKB-1, zusammen mit seinem Assistenten Oleg Makarow eine Reihe von Anweisungen für Gagarin, die sowohl die geplanten Missionsphasen als auch verschiedene Notsituationen abdeckten. Die Möglichkeiten für den Kosmonauten, die wichtigsten Systeme selbst zu kontrollieren, wurden begrenzt; wichtige Abschnitte wie die Bremszündung gegen Ende des Fluges waren vollständig automatisiert.
Die für den Flug vorgesehenen Kosmonauten Gagarin und seine Ersatzkandidaten Titow und Neljubow hielten sich gemeinsam mit Kamanin bereits ab dem 17. März 1961 auf dem Kosmodrom Tjuratam (heute Baikonur) auf. Der Großteil der Startmannschaft traf dann Anfang April dort ein. Am 6. April fand dort die erste Sitzung der vollen staatlichen Kommission statt, bei der unter anderem Bedenken über die Einsatzfähigkeit der Lufttrockner an Bord der Wostok-Kapsel besprochen wurden. Langzeittests hatten ergeben, dass aus den fraglichen Einheiten bei einem längeren Flug eine Salzlösung austreten könnte. Aufgrund der vorgesehenen Flugdauer von nur eineinhalb Stunden entschloss sich das Komitee, das System im Ist-Zustand zu belassen. Während des nächsten Treffens am 8. April stand die Auswahl des Kosmonauten im Mittelpunkt; die Nominierung Gagarins wurde einstimmig angenommen. Außerdem wurden die Missionsdauer von einer Erdumkreisung sowie die Bahnhöhe von 180 bis 230 Kilometern bestätigt. Der letzte Zusammentritt der Kommission vor dem Start erfolgte am Morgen des 10. April und war in erster Linie eine Formsache für die sowjetische Presse. Am selben Tag wurde die Wostok-Trägerrakete zur Startrampe 1 gebracht, von welcher bereits Sputnik 1 gestartet wurde. Darüber hinaus berechneten Ingenieure die exakte Startzeit (9:07 Moskauer Zeit am 12. April 1961).

## Missionsverlauf

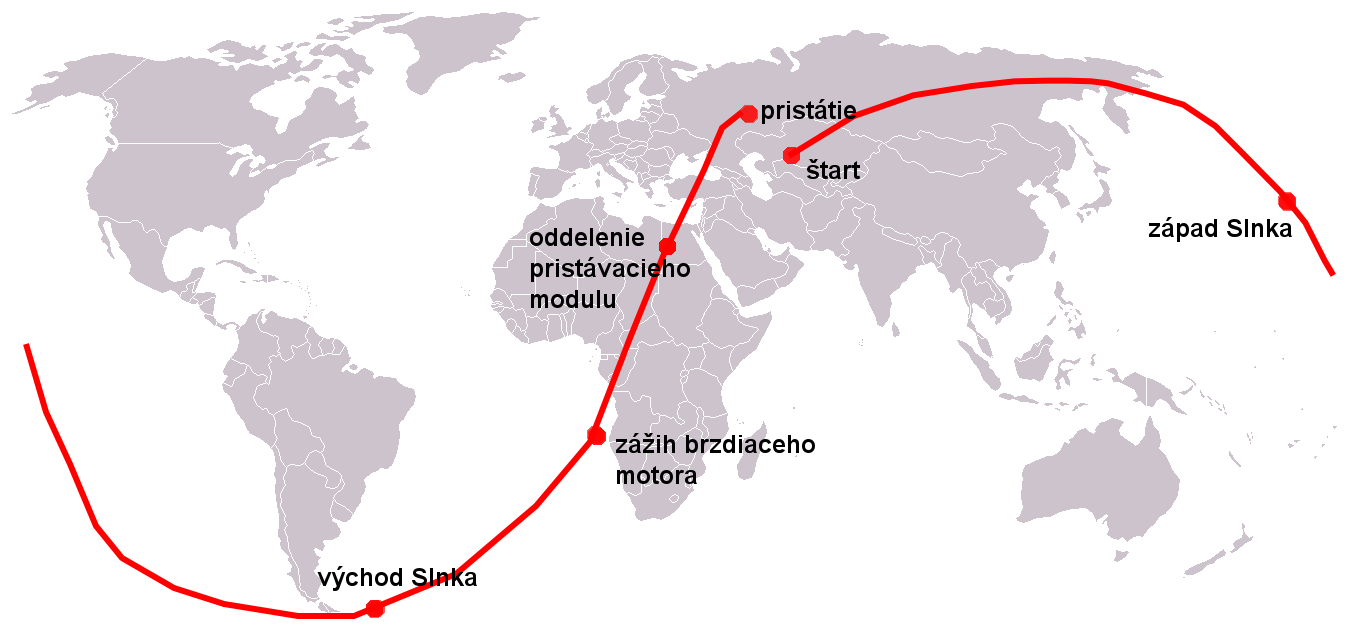
Flugbahn von Wostok 1 Richtung Osten, um die ostwärts gerichtete Drehung der Erde zu nutzen

Nachdem ein Tier während des Testprogramms Symptome der Raumkrankheit gezeigt hatte, wurde der Erstflug des Wostok-Raumschiffs auf einen Erdumlauf (Orbit) verkürzt. Des Weiteren wurden mehrere Notfallprozeduren entwickelt, die die Sicherheit des Kosmonauten gewährleisten sollten. So wählte man für das Raumschiff beispielsweise eine Umlaufbahn, die im Falle einer Fehlfunktion der Bremstriebwerke einen natürlichen Wiedereintritt nach zwei bis sieben Tagen gewährleistet. In der Kapsel befanden sich außerdem ein Vorrat an Wasser und Nahrung für zehn Tage sowie ein Sender, mit dem die Landestelle des Raumfahrers bestimmt werden konnte. Falls die Landung auf nichtsowjetischem Boden erfolgen würde, war der Kosmonaut laut einer Mitteilung an das Zentralkomitee der UdSSR mit „angemessenen Instruktionen“ ausgestattet. Die bemannte Variante des Wostok-Raumschiffs besaß keinen Selbstzerstörungsmechanismus.
Wegen der höheren Anforderungen eines bemannten Flugs wurde das Netzwerk aus Bahnverfolgungspunkten, das sich über die gesamte sowjetische Landmasse erstreckte, auf 13 Stationen erweitert. Daneben betrieb das sowjetische Raumfahrtprogramm eine Flotte von Marineschiffen, da man sich sträubte, wie die USA Bodenstationen im Ausland zu errichten. Jeder der Bahnverfolgungspunkte konnte die Kommunikation mit dem Raumschiff im Orbit für etwa fünf bis zehn Minuten aufrechterhalten, wenn sich die Kapsel in einer Entfernung von weniger als 2000 Kilometern befand. Das Kontrollzentrum für Wostok 1 lag auf dem Gelände des militärischen Forschungsinstitut NII-4 in einem Vorort von Moskau, dem damaligen Bolschwewo-1, seit 2014 Stadtteil von Koroljow. Für die Zusammenstellung der Bergungstruppen für den gelandeten Kosmonauten war eine Einheit der Luftwaffe verantwortlich, der eine Flotte aus 25 Flugzeugen und 10 Helikoptern unterstand.

### Start

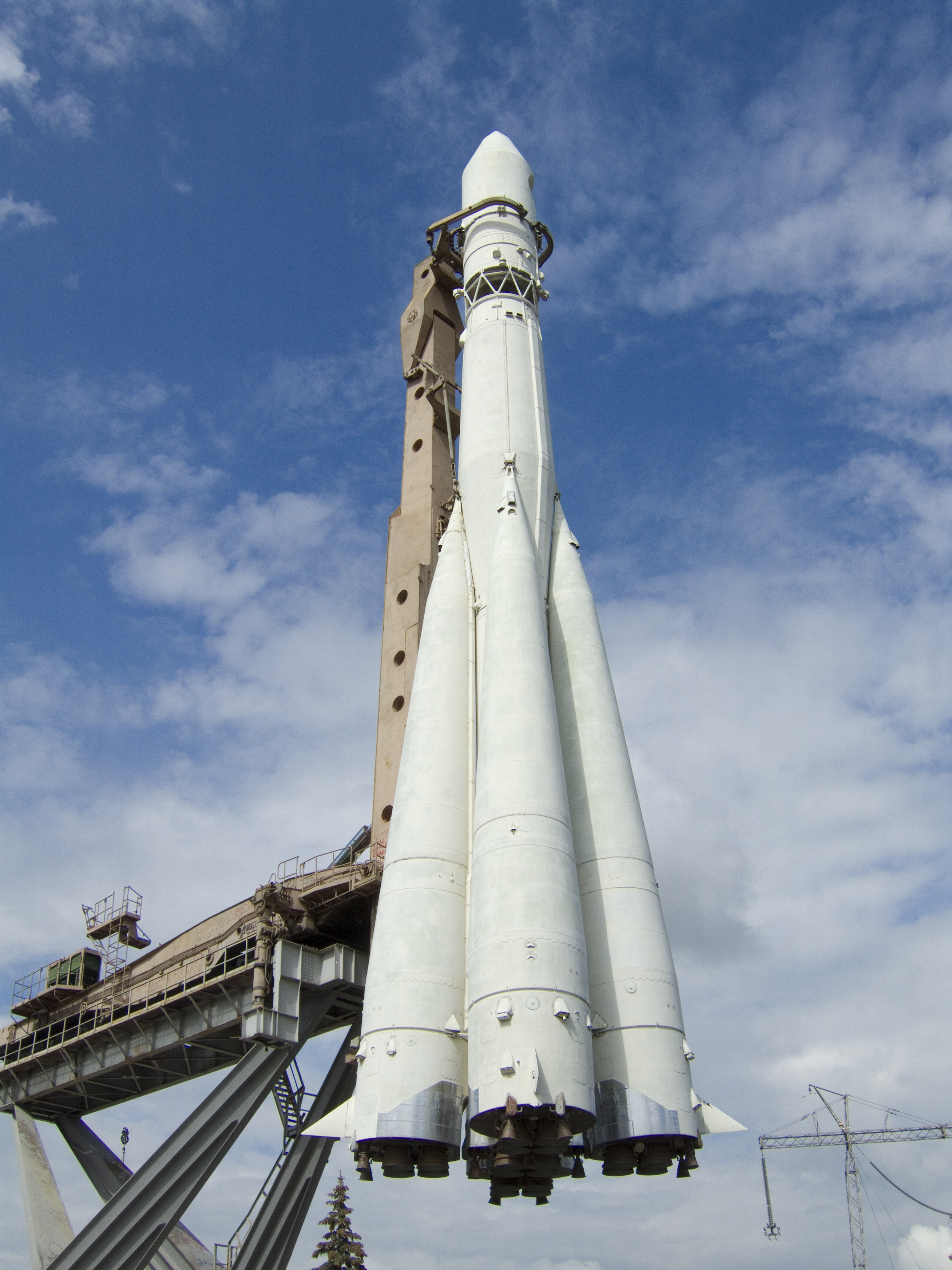
Nachbildung Wostok-Trägerrakete in Moskau

Am Tag vor dem Start erhielt Gagarin von den Raumfahrtingenieuren Konstantin Feoktistow und Boris Rauschenbach eine weitere Unterweisung über den vorgesehenen Flugverlauf. Außerdem besuchte er zusammen mit anderen Kosmonauten die Arbeiter an der Startrampe, die die Trägerrakete in den vorhergegangenen Tagen vorbereitet hatten. Die Nacht auf den 12. April 1961 verbrachte Gagarin zusammen mit seinem Ersatzmann Titow in einer Holzhütte in der Nähe des Startgeländes. Beide Männer trugen Sensoren an ihrem Körper, die die wichtigsten Vitalfunktionen für die Flugärzte überwachten.
Gegen 3:00 Uhr Moscow Standard Time (MSK) am 12. April wurden die verschiedenen Stationen im Kontrollbunker und den Bodenstationen in der Sowjetunion besetzt, womit die Startoperationen offiziell begannen. Um 5:30 Uhr MSK wurden Gagarin und Titow durch den Luftwaffenarzt Jewgeni Karpow geweckt, worauf ein kurzes Frühstück und eine letzte medizinische Untersuchung folgten. Anschließend legten sich beide mit der Hilfe zweier Assistenten ihre SK-1-Raumanzüge an. Die mehrlagigen, orangefarbenen Garnituren wogen rund zehn Kilogramm und sollten den Raumfahrer vor einem möglichen Druckverlust schützen. Gegen 6:30 Uhr MSK bestiegen Gagarin und Titow zusammen mit den Kosmonautenanwärtern Grigori Neljubow und Andrijan Nikolajew den Bus, der sie die kurze Strecke zur Startrampe brachte. Bei seiner Ankunft berichtete Gagarin kurz gegenüber dem Vorsitzenden der staatlichen Kommission, Konstantin Rudnew, dass er für die ihm zugewiesene Mission bereit sei. Danach brachte ihn ein Aufzug an die Spitze der Wostok-Rakete, wo er durch eine Luke das Raumschiff bestieg.
Um 7:10 Uhr MSK aktivierte Gagarin das Funkgerät, das ihn mit dem Konstrukteur Sergei Koroljow im Startkontrollzentrum verband. Gagarin benutzte das Rufzeichen Kedr („Zeder“), während die Bodenstationen Sarja-1 („Morgenröte-1“) verwendeten. Um 7:50 Uhr MSK, eine Stunde nach dem Einstieg Gagarins in die Kapsel, wurde die Luke des Wostok-Raumschiffs geschlossen. Nachdem eine Anzeige jedoch darauf hinwies, dass die Luke nicht korrekt verriegelt war, mussten drei Techniker alle 30 Sicherungsschrauben wieder entfernen und die Luke ein zweites Mal schließen. Die Panne führte zu leichten Verzögerungen, so dass die Umgebung der Startrampe erst 30 Minuten vor dem Abheben geräumt werden konnte. Eine Viertelstunde später wurden die Wartungsplattformen, die die Trägerrakete umgaben, zurückgefahren. Der Countdown wurde eine Minute vor dem Start planmäßig für fünf Minuten angehalten. Gagarin berichtete, dass er bereit für den Start sei und das Arbeiten der Ventile spüren könne.
Wenige Sekunden vor dem Start begann die Zündungssequenz der fünf Triebwerke der ersten und zweiten Raketenstufe. Nachdem die Rakete die volle Schubkraft von knapp 400 Tonnen erreicht hatte, lösten sich die vier Haltearme. Um 9:06:59,7 Uhr MSK am 12. April 1961 startete Wostok 1 mit Juri Gagarin an Bord.

„Start! Wir wünschen dir einen guten Flug. Alles ist in Ordnung.“

„Pojechali! [Los geht’s!] Auf Wiedersehen, bis bald, liebe Freunde.“

Während des Aufstiegs der Wostok-Trägerrakete erhöhte sich wegen der zunehmenden Beschleunigung die g-Kraft, wodurch Gagarin in seine Liege gedrückt wurde. 119 Sekunden nach Flugbeginn wurde die aus vier Boostern bestehende erste Stufe abgetrennt. Eine knappe Minute später folgte die Absprengung der Nutzlastverkleidung, die das Raumschiff beim Start umgeben hatte. Bei einer Belastung von 5 g bemerkte Gagarin leichte Schwierigkeiten beim Sprechen. Nach fünf Minuten Flugzeit schalteten die Triebwerke der zweiten Stufe ab, wodurch die g-Kraft rapide abnahm und Gagarin in den Gurt seines Sitzes gedrückt wurde. Nach dem Ablösen der zweiten Stufe beschleunigte das Triebwerk der dritten Stufe die Wostok auf Orbitalgeschwindigkeit. Gagarins Puls erreichte während der Startphase einen Höchststand von 150 Schlägen pro Minute. Um 9:21 MSK – 676 Sekunden nach dem Abheben – erreichte das Raumschiff die Erdumlaufbahn, nachdem kurz zuvor die dritte Raketenstufe abgetrennt worden war. Wegen einer mangelhaften Leistung der Trägerrakete erreichte das Wostok-Raumschiff einen höheren als den vorgesehenen Orbit; das Apogäum (größter Erdabstand) lag 70 Kilometer über dem geplanten Wert. Bei einem Versagen der Bremszündung hätte das zu einem längeren Flug geführt.

### Zeit im Orbit
Sofort nach dem Eintreten in die Erdumlaufbahn stellte Gagarin eine Funkverbindung mit dem Kontrollzentrum her und bestätigte, dass er sich sehr gut fühle. Er schilderte außerdem die Eindrücke, die er beim Blick aus einem der Bullaugen erhielt.

„Ich sehe die Erde! Ich sehe die Wolken, es ist bewundernswert, was für eine Schönheit!“

Nach Ende des Flugs schrieb Gagarin, er habe deutlich Gebirgszüge, ausgedehnte Wälder, Inseln und Küstenstriche erkennen können. Darüber hinaus kommentierte er, dass seine Gewöhnung an den Zustand der Schwerelosigkeit reibungslos verlaufen sei.

„Ich nahm keine physiologischen Schwierigkeiten wahr. Das Gefühl der Schwerelosigkeit war ein wenig fremdartig im Vergleich mit [irdischen] Bedingungen. Hier fühlt man sich, als ob man aufgehängt ist. Offensichtlich drückt das straff anliegende Federsystem auf den Brustkorb. (..) Später habe ich mich daran gewöhnt und hatte keine unangenehmen Empfindungen.“

Während des gesamten Flugverlaufs beschrieb Gagarin in regelmäßigen Abständen seine gesundheitliche Verfassung und den Zustand der Systeme des Raumschiffs. Seine Berichte wurden durch eine Funksendeanlage auf den Kurzwellenfrequenzen 9,019 MHz und 20,006 MHz sowie auf der Ultrakurzwellenfrequenz 143,625 MHz zu den Bodenstationen in der Sowjetunion weitergeleitet. Daneben konnten Gagarins Kommentare durch ein Tonbandgerät aufgezeichnet werden, falls sich das Raumschiff nicht in Reichweite der Erdfunkstationen befand. Zudem waren in der Kapsel zwei Fernsehkameras montiert, die eine Profil- sowie eine Frontalansicht Gagarins lieferten.
Gagarins Arbeitspensum während des Flugs war äußerst niedrig; die Durchführung von wissenschaftlichen Untersuchungen war für Wostok 1 nicht vorgesehen. Die Zeit im Orbit nutzte Gagarin im Wesentlichen für Beobachtungen der Erdoberfläche und die Überwachung der Geräte an Bord der Kapsel. Die manuelle Steuerung des Raumschiffs war vor dem Flug blockiert worden, da Mediziner Bedenken wegen möglicher negativer Auswirkungen des Zustands der Schwerelosigkeit auf den Kosmonauten geäußert hatten. Gagarin hätte einen sechsstelligen Code eingeben müssen, um das manuelle Kontrollsystem zu entsichern. Die ersten drei Ziffern waren ihm bekannt, während die drei verbliebenen Stellen des Codes in einem speziellen Umschlag aufbewahrt wurden, den Gagarin nur im Fall eines Verlusts der Funkverbindung öffnen durfte.
Um 9:49 Uhr MSK trat Wostok 1 über dem Pazifischen Ozean in den Erdschatten ein. Den Übergang zwischen Tag- und Nachtseite beschrieb Gagarin später als sehr abrupt. Gegen 9:51 Uhr MSK aktivierten sich die Sonnensensoren der Lagesteuerung, die das Raumschiff später für die Bremszündung ausrichteten. Außerdem wurde um 9:57 Uhr MSK der Befehl zum Starten des Landesystems durch eine Bodenstation in Chabarowsk an das Raumschiff gesendet. Unterdessen meldete Gagarin fälschlicherweise, dass er sich über den Vereinigten Staaten befinde, obwohl er zu diesem Zeitpunkt den Südpazifik in Richtung Kap Hoorn überflog.
Gegen Ende des Erdumlaufs nahm Gagarin eine kleine Menge von in Tuben gepresster Nahrung zu sich. Er gab an, dass er bei der Nahrungsaufnahme zwar keine Probleme habe, die pürierten Lebensmittel aber keinen Ersatz für irdische Speisen böten. Insgesamt hatten die mitgeführten Nahrungsmittel einen Nährwert von 2.772 Kilokalorien, der von Experten der sowjetischen Akademie der Wissenschaften berechnet worden war.

### Wiedereintritt und Landung
Knapp eine Stunde nach dem Start begann Gagarin mit den Vorbereitungen für den Wiedereintritt in die Erdatmosphäre, indem er unter anderem die Rollladen von zwei der drei Bullaugen herunterfuhr und sein Helmvisier schloss. Das Wostok-Raumschiff, das um 10:09 Uhr MSK den Erdschatten verlassen hatte, befand sich derweil in einer leichten Drehung, um die Sonneneinstrahlung gleichmäßig über die Oberfläche zu verteilen. Später wurde das Raumfahrzeug mit Hilfe der Sonnensensoren in die richtige Position für die Bremszündung gebracht, bei der das Triebwerk entgegen der Flugrichtung ausgerichtet ist. Um 10:25 Uhr MSK zündete die Bremsrakete TDU-1 für genau 40 Sekunden, um Geschwindigkeit abzubauen und damit den Wiedereintritt einzuleiten. Bei der Abschaltung des Bremstriebwerks über Afrika nahm Gagarin eine leichte Zunahme der g-Kräfte wahr.
Zum Abschluss des Bremsmanövers kam es zum einzigen schwerwiegenden Zwischenfall der Mission, da der größere Geräteteil des Raumschiffs sich nicht wie vorgesehen von der bemannten Landekapsel trennte. Gagarin war sich des Problems durch die Anzeigenleuchten in der Kabine bewusst und schätzte, die zusätzliche Masse des Geräteteils würde die Landestelle der Kapsel in den Fernen Osten der Sowjetunion verschieben. Auf Grund der fehlerhaften Arbeit eines Ventils erfolgte der Brennschluss des Bremstriebwerkes unplanmäßig ca. 1 s zu früh. Der Bremsimpuls war mit Δv = -132 m·s−1 an Stelle der vorgesehenen Δv = -136 m·s−1 für einen sicheren Abstieg völlig ausreichend. Durch das fehlende Signal des planmäßigen Brennschlusses schlossen sich jedoch die Ventile des Treibstoffsystems nicht, es traten weiterhin unkontrolliert die noch unter Druck stehenden Treibstoffkomponenten durch die Brennkammer und Vernierdüsen aus. Dabei erzeugten sie unkontrollierte Momente an der TDU und den Lageregeldüsen, die das jetzt antriebslose Raumschiff in eine heftige Rotation von ca. 30°·s−1 versetzten. Vorerst erschien nur diese ungeplante Rotation des Raumschiffes ungewöhnlich.

„Die Rotation betrug ungefähr 30 Grad pro Sekunde, mindestens. Es war ein vollkommenes ‚Corps de ballet‘: Kopf, dann Fuß, Kopf, dann Fuß, rasch kreisend. (…) Ich hatte gerade genug Zeit mich abzudecken, um meine Augen vor den Sonnenstrahlen zu schützen.“

 Das fehlende Brennschlusssignal unterdrückte allerdings auch die automatische Trennsequenz der Triebwerkssektion. Das Raumschiff sank rotierend in die oberen Schichten der Atmosphäre, wodurch sich langsam seine Oberflächentemperatur erhöhte. Temperatursensoren triggerten dann ca. 10 min nach Brennschluss die Trennsequenz. Eine solche Abfolge war bei den Wostok-Raumschiffen ohnehin für den Fall eines sich über maximal eine Woche hinziehenden „langsamen“ Absinkens des Perigäums bei Ausfall der TDU vorgesehen. So hatte sich diese alternative unabhängige Initiierung der Trennung bei Gagarins unruhigem Wiedereintritt erfolgreich als redundantes System bewährt. Durch die zunehmenden aerodynamischen Kräfte und auf Grund der exzentrischen Schwerpunktlage stabilisierte sich die Rückkehrkapsel während des Wiedereintritts.

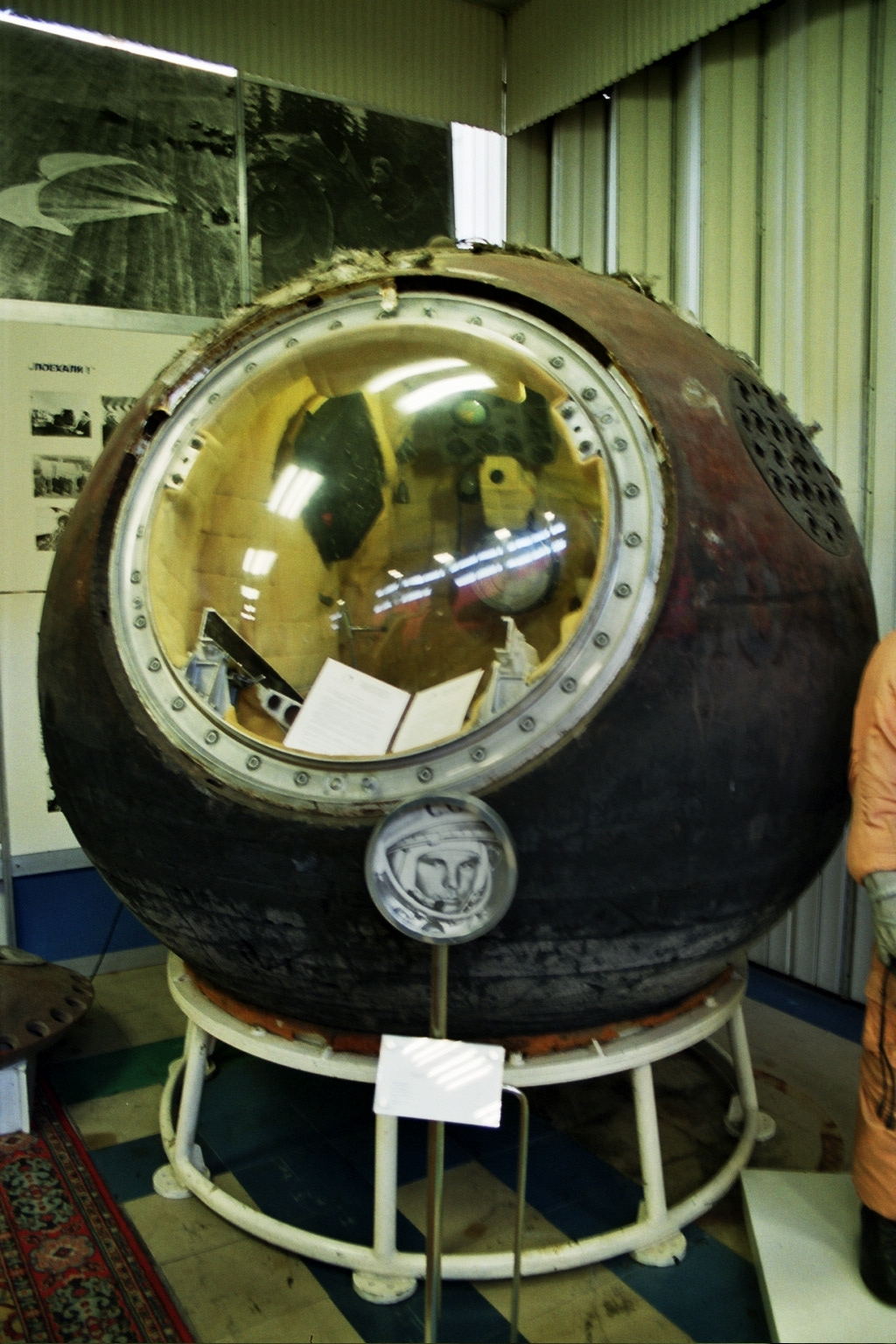
Landekapsel von Wostok 1 in der Ausstellung des russischen Raumfahrtkonzerns RKK Energija

Gagarin schilderte nach dem Ende des Fluges ausführlich den Verlauf des Wiedereintritts. So berichtete er beispielsweise von einem violetten Glühen, das rund um die Bullaugen entstanden sei. Des Weiteren spürte er eine kurzzeitige Zunahme des Belastungsgrads auf 10 g, wodurch seine Sehkraft für zwei bis drei Sekunden beeinträchtigt wurde und er die Instrumententafel nur noch verschwommen wahrnahm. Nachdem die Kapsel die Schallmauer durchbrochen hatte, nahmen die g-Kräfte wieder ab.
In einer Höhe von 7.000 Metern öffnete sich der Hauptfallschirm des Raumschiffs. Wenig später wurde die Luke hinter Gagarins Kopf durch Zündung einer Sprengladung abgetrennt und Gagarin zwei Sekunden darauf per Schleudersitz aus der Landekapsel katapultiert. Die Landeregion lag nur wenig entfernt vom vorausberechneten Gebiet in der Nähe der Stadt Saratow, wo die Trainingssprünge der Kosmonauten stattgefunden hatten. Gagarin trennte sich von seinem Sitz, woraufhin sich sein Fallschirm öffnete. Kurz vor dem Aufsetzen löste sich auch der Reservefallschirm, jedoch ohne sich zu entfalten oder sich in den Leinen des Hauptfallschirms zu verfangen. Um 10:55 Uhr MSK landete Gagarin nach einer Stunde und 48 Minuten Flugzeit relativ sanft in einem brachen Feld. Die Landestelle (51° 16′ 49″ N, 45° 58′ 36″ O) lag 26 Kilometer südwestlich der Stadt Engels in der Oblast Saratow, nahe dem Dorf Smelowka. Als erste fanden eine Bäuerin nebst Enkeltochter, einige Techniker und Soldaten Gagarin. Die leere Landekapsel ging derweil ca. 2,5 Kilometer entfernt in einer kleinen Schlucht in der Nähe eines Hauses nieder. Am Landepunkt des Raumschiffs wurde einige Tage später ein Monument errichtet.
Gagarin wurde später von den Bergungsmannschaften zu einer Militärbasis in der Nähe von Engels gebracht, wo er ein Glückwunschtelegramm des sowjetischen Regierungschefs Nikita Chruschtschow erhielt. Dem Oberbefehlshaber der sowjetischen Luftstreitkräfte meldete er über Telefon, er habe die ihm zugetragene Mission erfolgreich abgeschlossen. Anschließend wurde der Kosmonaut zu einer Datsche am Wolgaufer in Samara gefahren, wo ihm sein Ersatzmann German Titow die Glückwünsche der gesamten Kosmonautengruppe übermittelte. Er erfuhr zudem, dass er in den Rang eines Majors befördert wurde. Am Tag nach dem Flug, dem 13. April, trug Gagarin der staatlichen Kommission eine detaillierte Darstellung des Flugs vor. Eine Tonbandaufnahme dieses als „streng geheim“ eingestuften Berichts wurde am 19. April den Mitgliedern des Zentralkomitees vorgespielt.

## Reaktionen und historische Bedeutung
Der Flug von Wostok 1 zählt neben den Starts des ersten künstlichen Erdsatelliten Sputnik und der Raumstation Mir zu den größten Erfolgen des sowjetischen Weltraumprogramms. Die Mission von Juri Gagarin wird oft mit anderen bahnbrechenden Forschungsreisen wie der Entdeckung Amerikas durch Christoph Kolumbus oder dem Atlantiküberflug Charles Lindberghs verglichen. In der Sowjetunion wurde die erfolgreiche Durchführung des ersten bemannten Raumflugs ferner als großer Triumph im Kalten Krieg gegen die USA angesehen. Wie der Historiker und Raumfahrtexperte Asif Siddiqi in seinem Buch Challenge to Apollo: The Soviet Union and the space race schrieb, seien die Voraussetzungen der Sowjetunion denkbar ungünstig gewesen.

„Die Tatsache, dass diese Leistung von der Sowjetunion erfolgreich durchgeführt wurde, einem nur 16 Jahre zuvor vom Krieg vollständig verwüsteten Land, macht diesen Erfolg noch beeindruckender. Im Gegensatz zu den Vereinigten Staaten begann die Sowjetunion aus einer Position von ungeheurem Nachteil. Die industrielle Infrastruktur war vernichtet worden und ihre technologischen Fähigkeiten bestenfalls überholt. Ein Großteil ihres Landes war vom Krieg heimgesucht worden und sie hatte ungefähr 25 Millionen Bürger verloren. Folglich sind Vergleiche des unheimlich dichten Rennens zwischen den beiden Supermächten in den Jahren nach Sputnik in mancher Hinsicht wegen Mangels an Kontext fehlerhaft.“

### Sowjetunion
Die Nachricht des Starts von Wostok 1 wurde in der Sowjetunion durch eine Mitteilung der amtlichen Nachrichtenagentur TASS verbreitet. Die Meldung wurde vor dem Start im militärischen Forschungsinstitut NII-4 verfasst und im Voraus an wichtige Medieneinrichtungen in der Sowjetunion gesendet. 55 Minuten nach dem erfolgreichen Start wurde das Kommuniqué schließlich vom bekannten Nachrichtensprecher Juri Lewitan bei Radio Moskau verlesen.

„Hier spricht Radio Moskau. Diese Meldung wird von allen Radiostationen in der Sowjetunion gesendet (...) Das erste Raumschiff der Welt, ‚Wostok‘, ist heute von der Sowjetunion aus mit einem Menschen an Bord in einen Orbit über der Erde gestartet worden. Der Kosmonautenpilot des Raumschiffs ‚Wostok‘ ist ein Bürger der Union der Sozialistischen Sowjetrepubliken, Fliegermajor Juri Alexejewitsch Gagarin.“

Von den offiziellen Stellen wurde die Landung Gagarins am Fallschirm aus bisher unbekanntem Grund verschwiegen und stets von einer weichen Landung des Raumschiffs mit Gagarin an Bord gesprochen. In der Komsomolskaja Prawda erschien jedoch ein unzensierter Artikel (der auch von einigen DDR-Zeitungen übernommen wurde), dessen Korrespondenten mit den Dorfbewohnern des Landeortes gesprochen hatten und einen wahrheitsgetreuen Bericht von der Landung enthielt.
Am Morgen des 14. April flog Gagarin mit einer kleinen Gruppe von Offiziellen und Korrespondenten nach Moskau, wo die offiziellen Feierlichkeiten zu seiner Rückkehr stattfanden. Bei seiner Landung auf dem Wnukowo-Flughafen hatte sich in den Straßen Moskaus die größte Menschenmenge seit den Siegesfeiern im Jahr 1945 versammelt. Gagarin wurde die Auszeichnung Held der Sowjetunion zuteil; daneben erhielt er den Titel Fliegerkosmonaut der Sowjetunion, der anlässlich seines Flugs gestiftet worden war. Ein Autokorso begleitete Gagarin zum Roten Platz, wo sich neben Angehörigen des Weltraumprogramms auch sowjetische Parteiführer wie Nikita Chruschtschow, Leonid Breschnew und Frol Koslow versammelt hatten.

### Vereinigte Staaten

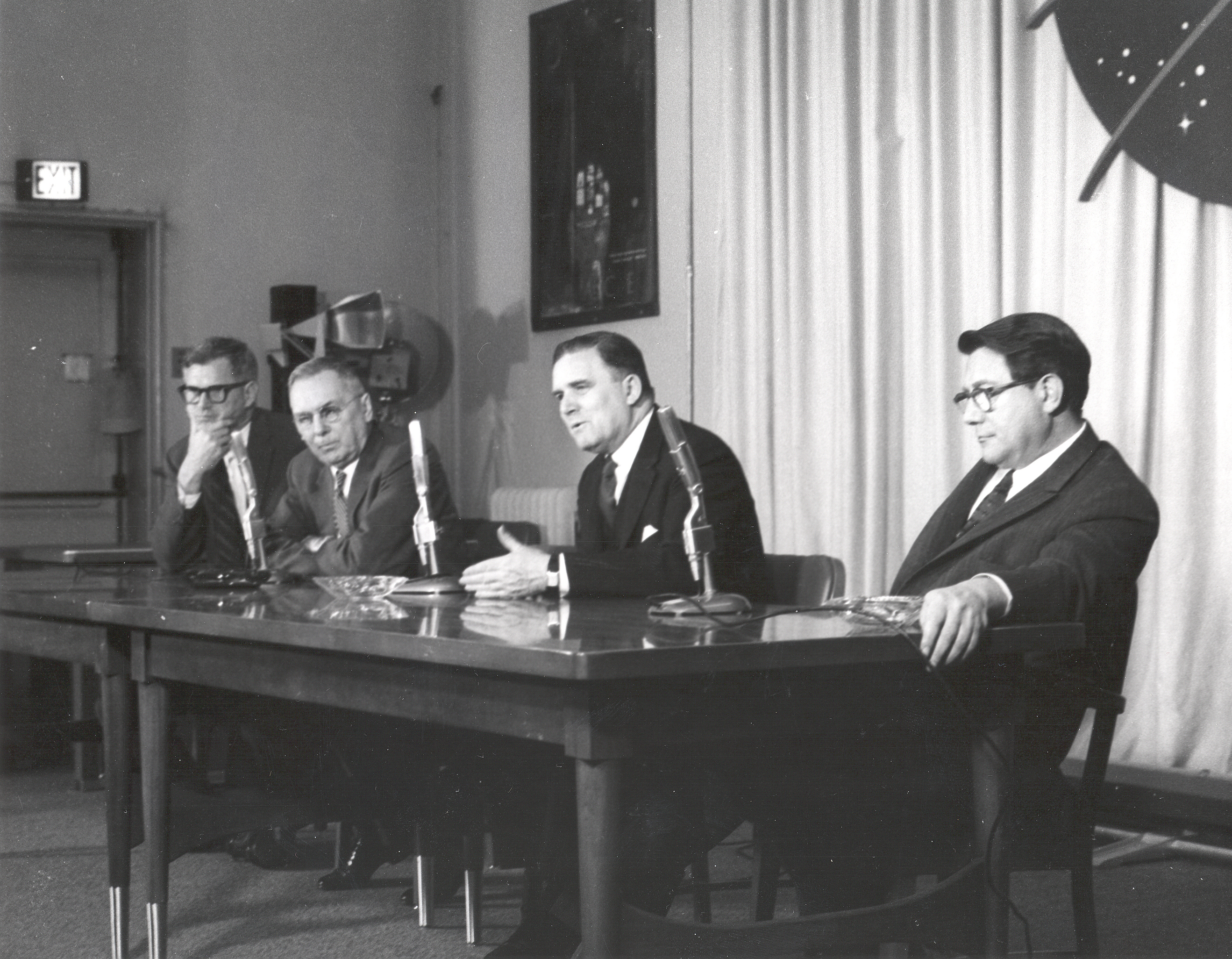
Pressekonferenz der NASA nach der erfolgreichen Wostok-1-Mission

In den USA führte Wostok 1 zu ähnlichen Reaktionen wie vier Jahre vorher Sputnik 1, weshalb diese Reaktionen auch Gagarin-Schock genannt werden.
Zum Zeitpunkt des Fluges von Wostok 1 standen die USA vor dem Start ihres ersten bemannten Raumflugs Mercury-Redstone 3. Allerdings sollte der ausgewählte Astronaut Alan Shepard an Bord der Mercury-Kapsel nur eine 15-minütige suborbitale Mission in 187 km Höhe mit Wasserung im Atlantik durchführen, eher ein Hüpfer denn eine vollständige Erdumkreisung. Der Start von Mercury-Redstone 3 war durch Probleme bei einem vorangegangenen Testflug verzögert worden, da das Team um den deutschen Raumfahrtingenieur Wernher von Braun auf einen weiteren unbemannten Erprobungsflug drängte, um verschiedene Änderungen an der Trägerrakete zu prüfen. Die US-amerikanische Raumfahrtbehörde NASA konnte Mercury-Redstone 3 dadurch erst Anfang Mai 1961 starten.
Der US-amerikanische Auslandsgeheimdienst CIA bekam schon einige Tage vor dem Start von Wostok 1 Hinweise auf einen bevorstehenden bemannten Flug. 20 Minuten nach Beginn des Flugs konnte eine Station des Nachrichtendienstes NSA in Alaska Fernsehsignale aus dem Wostok-Raumschiff empfangen, die Gagarin in seiner Kabine zeigten. Die Nachricht wurde an das CIA-Hauptquartier in Washington weitergeleitet, wo ein Bericht für Präsident John F. Kennedy vorbereitet wurde.

„Niemand hat es mehr satt als ich[, die Vereinigten Staaten als Zweiten hinter den sowjetischen Triumphen zu sehen]. Wir werden, so hoffe ich, unsere Bemühungen dieses Jahr realisieren können, aber wir liegen zurück. Die Nachricht wird schlimmer werden, bevor sie besser wird, und es wird einige Zeit dauern, bevor wir aufholen.“

### Diskussion über die Anerkennung als neuer Rekord
In der westlichen Welt brach eine manchmal noch heute geführte Diskussion los, ob Gagarins Flug als neuer Rekord anzuerkennen sei. Dazu wurde auf die Regeln des Internationalen Luftsportverbands FAI verwiesen, wonach der Pilot während des ganzen Fluges das Fluggerät nicht verlassen darf. Da Gagarin jedoch sein Raumschiff noch vor der eigentlichen Landung verlassen hat und mit einem separaten Fallschirm zur Erde zurückkehrte, entspricht das strenggenommen nicht den FAI-Regeln. In dem Zusammenhang wurde immer wieder behauptet, die Sowjetunion habe jahrelang die Details der Landung geheim gehalten, um die Anerkennung von Wostok 1 nicht zu gefährden. Diese Behauptung entspricht jedoch nicht den Tatsachen. So erschien z. B. am 13. April 1961 in der DDR-Zeitung Junge Welt ein mehrseitiger Bericht über Wostok 1, in dem auch der Ausstieg des Kosmonauten aus dem Raumschiff sowohl im Text genannt als auch im Bild schematisch dargestellt ist.
Heute ist Wostok 1 bei der FAI als zeitlich erster Rekord in der Kategorie bemannter Orbitalflug (K-2) eingetragen, und zwar in der Subkategorie Flughöhe im elliptischen Orbit mit einem einsitzigen Raumschiff.